# Pianerottolo

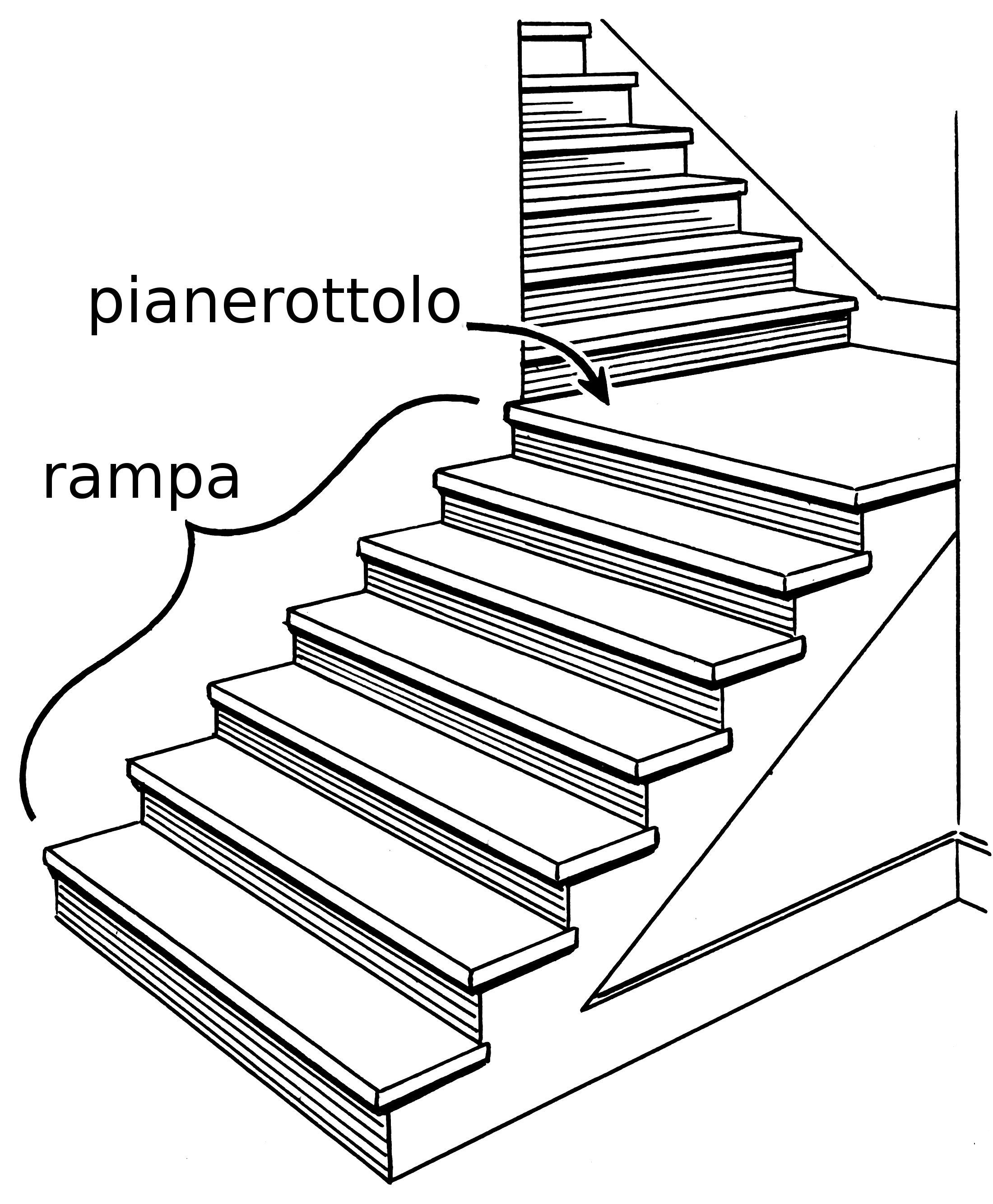
rampa e pianerottolo

In architettura, il pianerottolo è l'elemento piano collocato come intermezzo fra due rampe successive di una scala. 
Si possono distinguere essenzialmente due tipi di pianerottolo: il pianerottolo "di arrivo" o "di sbarco" o "di partenza", ovvero quell'elemento di smistamento ai piani verso altre zone dell'edificio (per esempio se vi si trovano gli ingressi di appartamenti o altri locali), e il pianerottolo "di riposo", che serve solo a collegare più rampe tra un piano e il successivo. La differenza di quota fra due pianerottoli è detta interpiano. 
Si dice invece regettone (o trave di bordo) quella parte del pianerottolo che serve per l'incastro delle rampe.
Nella terminologia dell'edilizia civile, infine, si definisce ballatoio un pianerottolo posizionato in esterno, di regola lungo la facciata retrostante di un edificio, anziché in interno, ovvero nel vano delle scale: questo tipo di pianerottolo dà origine alle cosiddette case a ballatoio (anche dette di ringhiera), che usufruiscono di ingresso esterno da ballatoio anziché interno da scala.